# Azamethiphos
Azamethiphos ist ein Insektizid aus der Gruppe der Thiophosphorsäureester. Es ist strukturell-chemisch eng mit dem Insektizid Phosalon verwandt. Es wird gegen Stubenfliegen in Haus und Stall eingesetzt. Außerdem dient es zur Bekämpfung von Fischläusen in Lachsfarmen, hier soll es Dichlorvos ersetzen.

## Wirkungsweise
Azamethiphos hemmt das Enzym Cholinesterase in den Synapsen der Nervenzellen. Dadurch verhindert es die Weiterleitung von Nervenreizen.

## Toxikologie und Ökotoxikologie
Dem Futter beigemischtes Azamethiphos wird von Säugetieren rasch und vollständig aufgenommen, aber auch schnell metabolisiert und wieder ausgeschieden. Die Aufnahme über die Haut ist gering, beim Kaninchen wirkte der Stoff bei hohen Konzentrationen augenreizend. Während die Giftigkeit für Säugetiere nur gering ist (LD50 bei der Ratte 1040–1180 mg·kg−1), ist Azamethiphos für Vögel giftig (LD50 91 mg·kg−1 bei der Wachtel).
Bei in-vitro-Untersuchungen gab es Hinweise darauf, dass Azamethiphos mutagen wirken könnte. In vivo konnte das bisher nicht bestätigt werden, möglicherweise verhindert der rasche Abbau im Organismus das Auftreten von Mutationen. Azamethiphos ist nach dem gegenwärtigen Kenntnisstand als vermutlich  krebserregend eingestuft.

## Verwendung

### Schädlingsbekämpfung
Azamethiphos kann als Spray gegen Fliegen und Schaben in Lagerhäusern verwendet werden. Zur Bekämpfung der Stubenfliege ist es in Fraßködern und als Beschichtung auf Klebefallen enthalten. Auch in Köderdosen zur Verwendung gegen Ameisen und Silberfischchen ist Azamethiphos enthalten.

### Veterinärmedizin
Azamethiphos wird bei der Mast von Lachsen verwendet, um den Bestand frei von Fischläusen zu halten. Dazu muss es als benetzbares Pulver im Wasser verteilt werden. Die Dosierung ist schwierig, da die wirksame Konzentration (0,1 mg/L) relativ nahe an der für Lachse schädlichen Konzentration von 0,4 mg/L liegt. Azamethiphos soll nur begrenzte Zeit auf die Fische einwirken, bei ungenügendem Wasseraustausch ist es daher nicht einsetzbar. Der Stoff wird von den Fischen kaum aufgenommen und reichert sich nicht in der Nahrungskette an. Unmittelbar nach der Anwendung enthielten Lachse etwa 0,01–0,02 mg Azamethiphos/kg Muskelgewebe.